# Campanya de les Illes Volcano i Ryukyu
La Campanya de les Illes Volcano i Ryukyu fou una campanya militar de la Segona Guerra Mundial al ßssß d'Operacions del Pacífic desenvolupada entre el gener i el juny del 1945 i que va enfrontar les forces Aliades i l'Imperi del Japó. La campanya va tenir lloc a les illes de Volcano i Ryukyu i formava part de l'ofensiva aliada sobre l'arxipèlag del Japó. L'objectiu principal de la campanya era el de conquerir territoris on poder-hi construir pistes d'aterratge per tal de donar cobertura aèria davant d'una eventual invasió terrestre del Japó.

## Batalles
- 16-02-1945 – 26-03-1945 Batalla d'Iwo Jima
- 01-04-1945 – 21-06-1945 Batalla d'Okinawa
- 07-04-1945 Operació Ten-Gō